# Hartwall Arena
La Hartwall Arena, chiamata anche Helsinki-areena o in svedese Helsingforsarenan, è una grande arena polivalente finlandese costruita a Helsinki nel 1994. L'arena prende il nome dal suo maggiore sponsor, la società di bibite Hartwall.

## Storia
L'idea della sua costruzione proviene dall'imprenditore finlandese Harry Harkimo. È stata costruita per essere pronta nel 1997 per i campionati mondiali di Hockey. L'edificio è a forma di ellisse, lungo 153 metri e largo 123.
La capacità totale è di 13 506 posti. L'arena è utilizzata anche per altri eventi. È collegata a un parcheggio multipiano, che ha 1421 posti auto.
- Il 21 ottobre 2005 l'arena ospita la band symphonic metal finlandese Nightwish nel loro tour mondiale "Once Upon a Tour" dove viene registrato anche il dvd "End of an Era"
- La struttura ha ospitato il 10 e 11 marzo 2005, il Live at Last Tour di Anastacia ed il 6 giugno 2009 l'Heavy Rotation Tour.
- La cantante italiana Laura Pausini vi si è esibita due volte in concerto, nel 2005 e nel 2009.
- Ha ospitato l'Eurovision Song Contest 2007.